# Olof af Malmsten
Olof af Malmsten (före 1770 Malmsten), född 23 augusti 1720 i Säters stadsförsamling, död 1 juli 1797 i Säters stadsförsamling, var en svensk ämbetsman och militär.

## Biografi
Olof af Malmsten föddes 1770 i Säters stadsförsamling. Han var son till regementsauditören Nils Malmsten och Maria Björling. af Malmsten blev 2 mars 1731 student vid Uppsala universitet och 1741 volontär vid Dalregementet.
af Malmsten blev borgmästare i Säters stad 1761. Han var lagman i Västernorrlands lagsaga 1790–1795. af Malmsten var borgarståndets vice talman vid riksdagen 1765–1766 och ledamot i ståndet 1751–1766. af Malmsten adlades 1770 och blev riddare av Vasaorden 1789. Samma år deltog han riksdagen som huvudman för sin ätt.
af Malmsten var riksdagsledamot av riksdagen 1751–1752, riksdagen 1755–1756, riksdagen 1760–1762 och riksdagen 1765–1766.

### Familj
af Malmsten gifte sig första gången 22 april 1746 i Säters stadsförsamling med Christina Elisabeth Swab (1727–1766). Hon var dotter till registratorn Fredric Swab och Christina Printz.
af Malmsten gifte sig andra gången 3 december 1795 i Säters stadsförsamling med Christina Graan (1770–1831). Hon var dotter till kyrkoherden Erik Graan och Märta Charlotta Strandbom. Graan hade tidigare varit gift med häradshövdingen Peter Dufva och bruksägaren Johan Magnus Schenström.